# Гражданское содействие
Комитет «Гражданское содействие» — российская региональная общественная благотворительная организация помощи беженцам и вынужденным переселенцам. Председатель Комитета — Светлана Алексеевна Ганнушкина. С 1998 года — аккредитованный партнер Управления Верховного Комиссара ООН по делам беженцев (УВКБ ООН). 20 апреля 2015 года Минюст России внес комитет «Гражданское содействие» в реестр иностранных агентов.
Находится в Москве, на Олимпийском проспекте, 22. Также Комитет при поддержке Правозащитного центра «Мемориал» реализует ряд проектов в республиках Северного Кавказа.

## История
«Гражданское содействие» появилось в 1990 году, когда группа москвичей решила создать неправительственную организацию для помощи первым беженцам эпохи «перестройки» и распада СССР — жертвам армянских погромов в Азербайджане. Сначала организация помогала в основном вынужденным мигрантам: беженцам, вынужденным переселенцам в Россию из других стран и лицам, перемещенным внутри страны (внутренним беженцам). С 2004 года НКО начала помогать также и трудовым мигрантам. Также организация помогает жертвам нападения на почве ненависти.
В 2020 году комитет «Гражданское содействие» стал организатором онлайн-фестиваля «Без границ», посвященный Всемирному дню беженцев.
Комитет учредил премию за лучший материал по теме миграции, в память о журналисте и правозащитнике Лидии Графовой.

## Виды помощи
Сотрудники организации консультируют по широкому кругу вопросов, интересующих беженцев и мигрантов, и особенно — по вопросам получения статуса беженца или временного убежища в России, помогают им вступить в процедуру обращения за убежищем и пройти ее. Также Комитет оказывает правовую помощь, гуманитарную и материальную поддержку. Посетители приемной могут получить медицинскую помощь. На базе Комитета с беженцами и другими группами мигрантов работают психологи.
В Центре адаптации и обучения детей беженцев, который существует при Комитете с 1995 года, занимаются дети, оказавшиеся вне школы или нуждающиеся в помощи в обучении, адаптации к новым условиям жизни и психологической реабилитации. В 2015 году Центр был лишен помещения и оказался под угрозой закрытия, однако продолжил свою работу на временных площадках.

## Финансирование
Как сообщается на сайте организации, ей в разное время помогали: УВКБ ООН, «Нужна помощь», правозащитный центр «Мемориал», Amnesty International, «Гражданское достоинство», Правительство Москвы, Комитет общественных связей города Москвы, Норвежский Хельсинкский комитет, Caritas France, Европейская комиссия, Швейцарское агентство по развитию и сотрудничеству, CAF-Россия, посольство Нидерландов в России, Католический комитет против голода и за развитие, KPMG, Nestlé и другие.

## Внесение в список иностранных агентов
Еще в 2013 году «Гражданское содействие» вместе с рядом других организаций обратилась с жалобой в ЕСПЧ на «Закон об иностранных агентах», посчитав, что этот закон нарушает ряд прав граждан, гарантированных Европейской конвенцией по правам человека.
20 апреля 2015 года на сайте Министерства юстиции Российской Федерации появилась информация, что организация «Гражданское содействие» внесена в список иностранных агентов. Факт соответствия «Гражданского содействия» признакам НКО-иноагента был установлен в ходе проведения проверки органами прокуратуры Москвы. Для признания иностранным агентом необходимо наличие иностранного финансирования, которое «Гражданское содействие» не отрицает, а также занятие политической деятельностью. По словам Ганнушкиной, прокуратура нашла политическую деятельность в двух мероприятиях организации. Во-первых, в проведении организацией антикоррупционной экспертизы, когда эксперты «Гражданского содействия» провели анализ российских правовых актов на предмет того, какие возможности для коррупции оставляет российское законодательство. Во-вторых, в проекте «Гражданского содействия», направленного на гуманизацию российской пенитенциарной системы, в рамках которого выявлялись случаи нарушения прав российских заключенных и факты плохого обращения с ними. Сама Ганнушкина отрицает, что организация занималась политической деятельностью. Есть информация, что «Гражданское содействие» будет обжаловать данное решение.